# Lineus hubrechti
Lineus hubrechti är en djurart som tillhör fylumet slemmaskar, och som först beskrevs av Langerhans 1880.  Lineus hubrechti ingår i släktet Lineus och familjen Lineidae. Inga underarter finns listade i Catalogue of Life.